# Maria dels Apòstols
Maria dels Apòstols, nascuda  Therese von Wüllenweber (Korschenbroich, 19 de febrer de 1833 – Roma, 25 de desembre de 1907) va ser una monja catòlica alemanya, cofundadora de les Germanes del Diví Salvador. Va ser beatificada el 1968 pel Papa Pau VI.

## Biografia
La baronessa Theresa Wüllenweber, filla del baró Theodore de Wüllenweber, va néixer el 19 de febrer de 1833 al castell de Myllendonk. Era la més gran de quatre germanes. Des de la seva joventut, Teresa desitjà rebre ordres, però va ser rebutjada.
El 4 de juliol de 1882 va conèixer al Pare Francesc Maria de la Creu, superior i fundador de la Companyia del Diví Salvador a Alemanya. El 8 de desembre de 1888 cofundarien junts a Tivoli la congregació de les Germanes del Diví Salvador. A partir d'aquest moment, va prendre el nom de Mare Maria dels Apòstols.
Va morir el 25 de desembre de 1907 de meningitis a Roma. Està enterrada al Campo Santo Teutonico d'aquesta ciutat. L'ordre de les Germanes del Diví Salvador es va confirmar el 1911, quatre anys després de la seva mort, amb el decret de Laudis i rebé l'aprovació eclesiàstica el 1926.
El papa Pau VI va beatificar la Mare Maria dels Apòstols el 13 de octubre de 1968.